# Against da Grain
Albums de YoungBloodZ
Drankin' Patnaz
(2003)
Against da Grain est le premier album studio des YoungBloodZ, sorti le 12 octobre 1999.
L'album s'est classé 21e au Top R&B/Hip-Hop Albums et 92e au Billboard 200.

## Liste des titres
| No  | Titre                                                                                     | Durée |
| --- | ----------------------------------------------------------------------------------------- | ----- |
| 1.  | YoungBloodz Intro (6P's Interlude)                                                        | 2:54  |
| 2.  | Shakem' Off                                                                               | 3:42  |
| 3.  | Pop, Pop, Pop (Cuttin' Tonight Interlude)                                                 | 5:59  |
| 4.  | 85 (Billy Dee Interlude) (featuring Big Boi)                                              | 4:30  |
| 5.  | U-Way (How We Do It)                                                                      | 4:34  |
| 6.  | Hot Heat (featuring Bone Crusher et Backbone)                                             | 4:08  |
| 7.  | 6 to 14 in 12                                                                             | 4:14  |
| 8.  | Down Heya (In the South)                                                                  | 4:29  |
| 9.  | Thangs Movin' Slow                                                                        | 4:13  |
| 10. | It's the Money (Fake ID Interlude)                                                        | 4:58  |
| 11. | Booty Club Playa                                                                          | 3:39  |
| 12. | 87 Fleetwood                                                                              | 4:11  |
| 13. | Get It How We Get It (Splack-Interlude) (featuring Tha Exchange Student et Leroo Willams) | 4:49  |
| 14. | Just a Dream                                                                              | 2:25  |
| 15. | U-Way (How We Do It) (Remix) (featuring Lil Wayne)                                        | 4:43  |